# Ford's Harbour
Ford's Harbour ou Ford est une petite communauté non organisée saisonnière de pêche située dans le nord du Labrador, à environ 31 km à l'est-sud-est de Nain.

## Géographie
L'établissement de Ford est implanté sur la longue et irrégulière île Paul (anglais : Paul Island) au large de la côte du Labrador sur la rive nord du havre Ford (anglais : Ford Harbour) ouvert sur la mer du Labrador à l'est.
La petite péninsule orientale où se trouve l'établissement est étroite et quasiment dépourvue de végétation, directement exposée à la houle, à la limite du climat subarctique et du climat polaire. L'altitude au niveau de Ford ne dépasse pas les 10 mètres mais atteint les 100 mètres sur une colline à environ 1 km à l'ouest.

## Histoire
Ford's Harbour a été un établissement de pêche actif au XXe siècle avant de décliner à l'instar des autres communautés du secteur.
L'établissement de Ford's Harbour a été fondé avant les années 1900 et abandonné après 1966.
A environ 32 km à l'ouest et à 5 km au sud-ouest de Nain se trouve l'ancien poste de traite de fourrures Richard (Dick) White à Kauk Bight (56° 30′ 02″ N, 61° 43′ 12″ O) construit en 1912 et reconnu lieu patrimonial en 1993.